# Carl Friedrich Gauss
Carl Friedrich Gauss, celým jménem Johann Carl Friedrich Gauss (německy Gauß  [kaʁl ˈfʁiːdʁɪç ˈɡaʊs]IPA, latinsky Carolus Fridericus Gavss; 30. dubna 1777, Braunschweig – 23. února 1855, Göttingen), byl německý matematik a fyzik. Zabýval se mimo jiné geometrií, matematickou analýzou, teorií čísel, astronomií, elektrostatikou, geodézií a optikou. Silně ovlivnil většinu z těchto oborů vědění.
Byl ředitelem hvězdárny v Göttingenu a profesorem astronomie na tamní univerzitě od roku 1807 až do své smrti v roce 1855. Gauss byl nápomocen při popisu Ceres a její identifikace jako planetky. Jeho práce o pohybu planetek vedla k zavedení metody nejmenších čtverců, kterou objevil ještě předtím, než ji publikoval Adrien-Marie Legendre. Gauss byl jedním z prvních, kdo studovali neeukleidovskou geometrii, a také vymyslel tento termín.
Kromě čisté matematiky se jeho aktivity rozšířily i do aplikovaných oborů, byl například pověřen vyměřováním Hannoverského království, přičemž vynalezl heliotrop; jako jeden z prvních vynalezl elektromagnetickou telegrafii; výrazně vylepšil magnetometr. inicioval celosvětovou síť stanic pro studium zemského magnetismu.
Mezi jeho stěžejní díla patří spis Disquisitiones Arithmeticae, který napsal ve věku 21 let (1798; publikován byl ale až v roce 1801). Tato práce patří ke základům teorie čísel jakožto matematické disciplíny. Někteří z jeho studentů se stali vlivnými matematiky, jako Richard Dedekind a Bernhard Riemann.
Gaussovu vědeckou činnost lze kromě čisté matematiky zhruba rozdělit do tří období: v prvních dvou desetiletích 19. století byla hlavní pozornost věnována astronomii, ve třetím desetiletí geodézii a ve čtvrtém desetiletí fyzice, zejména magnetismu.

## Život

### Mladá léta

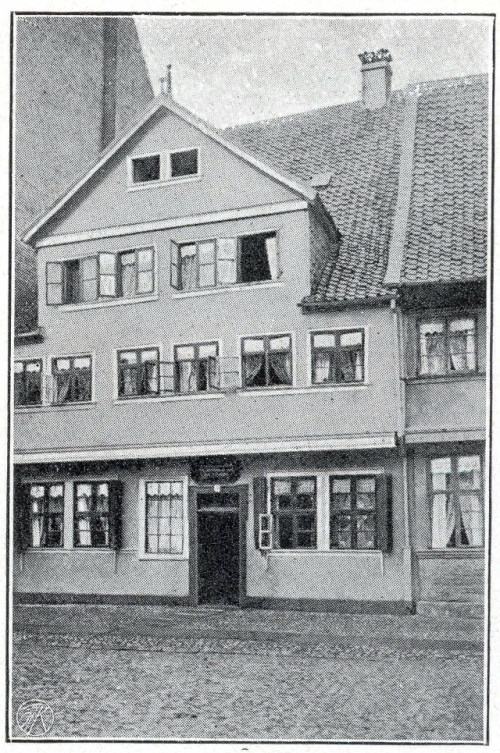
Gaussův rodný dům na Wilhelmstraße 30; zničen během 2. sv. války

Gauss se narodil 30. dubna 1777 v Braunschweigu (česky Brunšvik), který v té době náležel k vévodství brunšvicko-lüneburskému (nyní součást Dolního Saska v Německu), jako jediný syn chudých rodičů. Otec Carl Friedricha, Gebhard Dietrich Gauss, pracoval v různých profesích, včetně zahradníka, řezníka, zedníka, obchodního asistenta a pokladníka malé pojišťovny. Gebhardova druhá manželka Dorothea, matka Carla Friedricha, byla téměř negramotná. Měl jednoho staršího bratra z otcova prvního manželství.

#### Dětství a nižší studia
Koluje mnoho historek o jeho brzké genialitě. Podle jedné z nich se jeho nadání projevilo už ve věku tří let, kdy opravil chybu svého otce při počtech. Jiným známým příběhem je epizoda s učitelem na základní škole, který svým žákům zadal, aby se pokusili spočítat součet všech čísel od 1 do 100. Mladý Gauss odpověděl během chvilky. Gauss si uvědomil, že sečtením opačných prvků z řady čísel dostane vždy stejný výsledek: 1 + 100 = 101, 2 + 99 = 101, 3 + 98 = 101, atd., což dohromady dává 50 × 101 = 5050 (viz Aritmetická posloupnost). J. Rotman ve své knize A First Course in Abstract Algebra (Základy abstraktní algebry) pochybuje, zda se to vůbec stalo.
I tak však byl velmi nadané dítě. Když bylo Gaussovi 14 let měl audienci u Karla II., vévodu brunšvického, který mu zařídil studium na místním Collegiu Carolinum, které navštěvoval v letech 1792 až 1795. Zde jedním z jeho učitelů byl Eberhard August Wilhelm von Zimmermann. Poté mu vévoda poskytl prostředky pro studium matematiky, přírodních věd a klasických jazyků na univerzitě v Göttingenu.[chybí lepší zdroj] Mezi jeho profesory byli například Abraham Gotthelf Kästner, Georg Christoph Lichtenberg a Christian Gottlob Heyne. Farkas Bolyai byl jeden z jeho spolužáků.

#### První významné objevy

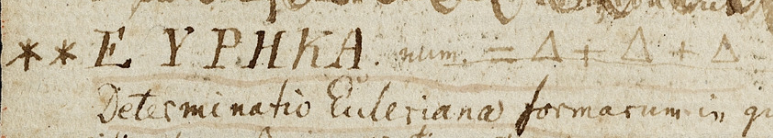

Roku 1796 udělal Gausse několik významných objevů. 30. března se mu podařilo ukázat, že pravidelný sedmnáctiúhelník lze sestrojit jen pomocí kružítka a pravítka, neboli že je eukleidovsky konstruovatelný. Konstrukční úlohy byly v zájmu matematiky už od dob antického Řecka. Tento objev vedl Gausse k tomu studovat raději matematiku místo filologie. Stal se prvním, kdo dokázal platnost kvadratické reciprocity, to bylo 8. dubna. 31. května odhadl prvočíselnou větu, která říká, jak jsou prvočísla rozložena mezi přirozenými čísly.[chybí lepší zdroj] Gauss také objevil, že každé kladné celé číslo lze vyjádřit jako součet nejvíce tří trojúhelníkových čísel. 10. července si tedy poznačil do deníku známá slova „Heureka! číslo= {\displaystyle \Delta +\Delta +\Delta }.“ Gaussův matematický deník, sbírka krátkých poznámek o jeho výsledcích z let 1796 až 1814, ukazuje, že mnoho nápadů pro jeho matematický opus magnum Disquisitiones Arithmeticae (1801) pochází z této doby.
Gauss v roce 1799 promoval jako doktor filozofie na univerzitě v Helmstedtu. Toto bylo na zvláštní přání vévody brušvického, který chtěl, aby Gauss promoval na univerzitě ve vévodství. V disertační práci „Nový důkaz toho, že každá racionální funkce s jednou proměnou jde rozložit na reálné faktory prvního nebo druhého stupně“ podal Gauss důkaz základní věty algebry. Tato důležitá věta říká, že každý polynom nad komplexními čísly musí mít alespoň jeden kořen. Jiní matematici se také pokoušeli o důkaz, např. Jean le Rond d'Alembert. Gaussova disertační práce kritizovala d'Alembertův důkaz, ale jeho vlastní důkaz měl podstatné mezery. Gauss během svého života přišel ještě s třemi dalšími důkazy základní věty algebry pravděpodobně díky odmítnutí jeho disertační práce. Jeho důkazy značně zlepšily chápání komplexních čísel.[zdroj?]

### Vrcholná léta

#### Disquisitiones Arithmeticae

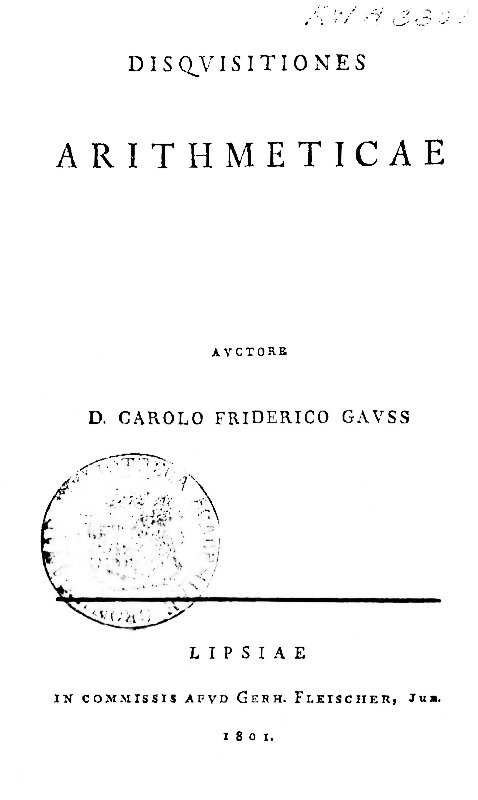
Titulní strana Disquisitiones Arithmeticae

Gaussovo stěžejní dílo, Disquisitiones Arithmeticae, vyšlo v roce 1801, když mu bylo 24 let. Psát jej začal v roce 1798. Během studia prací předchozích matematiků při přípravě tohoto díla, jako byli Fermat, Euler, Lagrange a Legendre, si uvědomil, že tito učenci objevili mnoho z toho, co objevil on sám.
V tomto díle Gauss zavedl symbol (≡) pro kongruenci a použil jej pro přehledný a formálnější zápis modulární aritmetiky. Zabýval se zde základní větou aritmetiky. Asi polovina knihy se zabývá teorií kvardatických forem. Dalšími diskutovanými tématy jsou například prvočísla a dělení kružnice. Uveřejnil zde řešení některých kubických rovnic nad konečným tělesem.[zdroj?]
Dokázal zde jako postačující podmínku kontrolovatelnosti pro libovolný mnohoúhelník, že tento má počet stran rovný součinu různých Fermatovových prvočísel a mocniny čísla 2. Gauss se domníval, že i tato podmínka je nutná; tuto domněnku dokázal Pierre Wantzel v roce 1837.

#### Objev trpasličí planety Ceres, související objevy
1. ledna 1801 italský astronom Giuseppe Piazzi objevil trpasličí planetu Ceres, ale byl schopen ji sledovat jen do 11. února, pokdy sledoval jen 3° dráhy. O několik měsíců později Piazzi ani další pozorovatelé nebyli Ceres schopen nalézt.
Gauss, kterému v té době bylo 23 let, se o tomto problému dozvěděl a pokusil jej vyřešit. Jeho postup, který v mnohém zjednodušil metody výpočtu drah těles v 18. století, publikoval později (roku 1809) jako Theoria motus corporum coelestium in sectionibus conicis solem ambientum (Teorie pohybu nebeských těles v kuželosečích obklopujících Slunce). Přišel zde s Gaussovou gravitační konstantou a normálnímu rozdělení chyb. Tento spis obsahoval taky metodu nejmenších čtverců, pro minimalizaci chyby měření. Takto se používá dodnes. Metoda nejmenších čtverců byla popsáno už dřív (roku 1805) matematikem Adrien-Marie Legendrem, ale Gauss tvrdil, že ho využíval už od roku 1795.
Na základě Piazziho dat Gauss chybou méně než stupeň stupně předpověděl pozici, na které se bude znovu nacházet a byla tak 7. a 31. prosince 1801 znovu objevena von Zachem[chybí lepší zdroj] a následně Olbersem a 23. února samotným Piazzim.[chybí lepší zdroj] Von Zach poznamenal, že „nebýt inteligentní práce a výpočtů doktora Gausse, nebyli by nikdy schopni najít znovu Ceres.“[zdroj?]

#### Ředitel hvězdárny

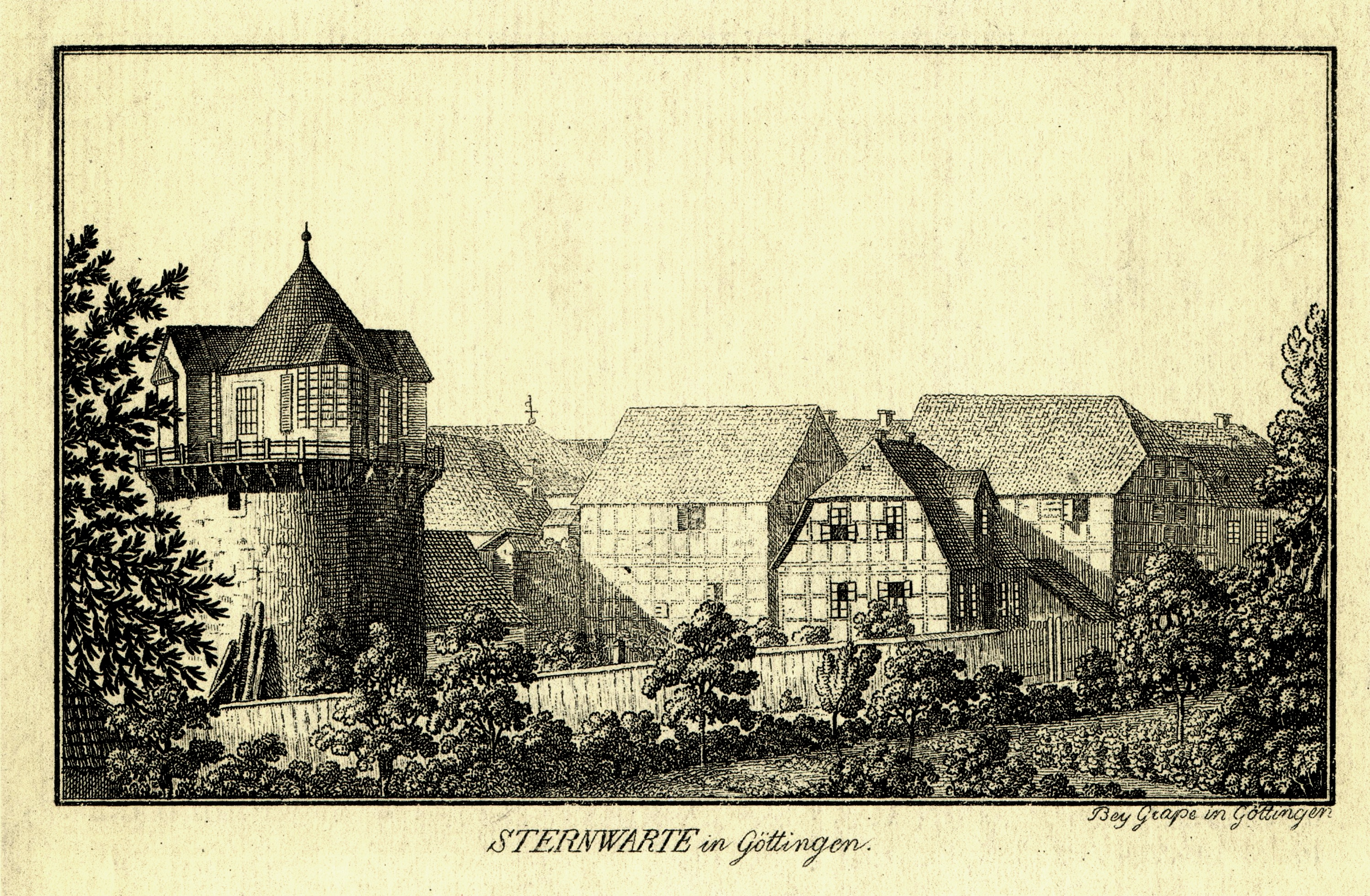
Stará hvězdárna v Göttingenu, cca 1800

Ačkoliv byl Gauss do té doby zajišťován financemi vévody jakou soukromý učenec.[chybí lepší zdroj] V roce 1806 brunšvický vévoda umírá, a Gauss přijal místo řádného profesora astronomie a ředitelem hvězdárny v Göttingenu, tehdy instituci nově založeného Vestfálského království pod vedením Jérôma Bonaparta. Na tomto místě působil po zbytek svého života. (až do své smrti v roce 1855).
Gauss se ujal vedení 60 let staré observatoře, založené v roce 1748 kurfiřtem a králem Jiřím II. a postavené v přestavěné pevnostní věži.[chybí lepší zdroj] Stavba nové observatoře byla schválena kurfiřtem a králem Jiřím III. od roku 1802. Stavba ale pokračovala až do roku 1816, a tak Gauss se mohl přestěhovat do svého nového působiště až poté. Dostal zde nové moderní přístroje, včetně Fraunhofera heliometru a dvou poledníkových kruhů od Repsolda a Reichenbacha.
Brzy byl konfrontován s požadavkem na dva tisíce franků od vestfálské vlády jako válečný příspěvek, který si nemohl dovolit zaplatit. Olbers i Laplace mu chtěli pomoci s platbou, ale Gauss jejich pomoc odmítl. Nakonec částku zaplatila anonymní osoba z Frankfurtu, o které se později zjistilo, že je princ-primas Dalberg.

##### Akademická kariéra
Gauss si stěžoval na břemeno vyučování a cítil, že je to ztráta času. Avšak od začátku své akademické kariéry v Göttingenu nepřetržitě přednášel až do roku 1854. Většina jeho přednášek se týkala astronomie, geodézie a aplikované matematiky. Několik jeho studentů se stalo vlivnými matematiky, včetně Richarda Dedekinda a Bernharda Riemanna, stejně jako historik matematiky Moritz Cantor.
Gauss nenapsal žádnou učebnici. Jeho jedinými pokusy o popularizaci byly jeho práce k datu Velikonoc (1800/1802) a esej Erdmagnetismus und Magnetometer z roku 1836.[zdroj?] Gauss publikoval své články a knihy výhradně v latině nebo němčině. Psal latinsky v klasickém stylu, ale používal některé obvyklé modifikace stanovené tehdejšími matematiky.
Ve své inaugurační přednášce na univerzitě v Göttingenu v roce 1808 Gauss vyzdvihl význam spolehlivých pozorování a výsledků dosažené přesnými výpočty pro astronomii. Když byla observatoř dokončena, Gauss se ubytoval v západním křídle nové observatoře a jeho kolega Harding ve východním. Prve spolu vycházeli přátelsky, ale postupem času se odcizili, možná – jak předpokládají někteří životopisci – protože Gauss si přál, aby rovnocenný Harding nebyl ničím víc než jeho asistentem nebo pozorovatelem.
Gauss však dvakrát odmítl možnost vyřešit tento problém tím, že by v letech 1810 a 1825 přijal nabídky z Berlína, aby se stal řádným členem pruské akademie bez zatížení přednáškovými povinnostmi, stejně jako z lipské univerzity v roce 1810 a z vídeňské univerzity v roce 1842, možná kvůli obtížné situaci rodiny.[zdroj?] Gaussův plat byl zvýšen z 1000 říšských tolarů v roce 1810 na 2500 říšských tolarů v roce 1824 a v pozdějších letech byl jedním z nejlépe placených profesorů na univerzitě.[zdroj?]
Když byl Gauss v roce 1810 požádán o pomoc svým kolegou a přítelem Friedrichem Wilhelmem Besselem, který měl potíže na univerzitě v Königsbergu, protože mu chyběl akademický titul, Gauss v březnu 1811 poskytl Besselovi doktorát honoris causa na filozofické fakultě v Göttingenu.[chybí lepší zdroj] Gauss dal další doporučení na čestný doktorát pro Sophii Germainovou, ale jen krátce před její smrtí, takže jej nikdy neobdržela.[zdroj?] Úspěšně také podporoval matematika Gottholda Eisensteina v Berlíně.
Gauss se podílel na akademické administrativě: třikrát byl zvolen děkanem Filozofické fakulty. Na devět let byl jmenován ředitelem Královské akademie věd v Göttingenu.

#### Geodetický průzkum a související objevy
Gauss se zabýval geodézií od roku 1799, kdy pomáhal Karlu Ludwigu von Lecoqovi s výpočty během jeho geodetického průzkumu ve Vestfálsku.
Od roku 1816 Gaussův bývalý student Heinrich Schumacher, bydlící v Altoně, prováděl triangulaci Jutského poloostrova.[zdroj?] Tento projekt byl podkladem pro tvorbu map, ale byl zaměřen i na určení délky geodetického oblouku mezi koncovými body, a následně rozměru Země.[zdroj?] Gauss na Schumacherovu žádost s tímto pokračoval dále na jih v Hannoverském království. Když bylo měření oblouku dokončeno, Gauss začal rozšiřovat triangulaci na západ, aby pokryla celé Hannoverské království.[zdroj?] Během této triangulace, vynalezl Gauss heliotrop, nástroj který odráží sluneční paprsky na velkou vzdálenost a pomáhá tak určit pozici.[zdroj?]
Průzkum Hannoveru později vedl k objevení gaussovského rozdělení,[zdroj?] známého jako normální rozdělení, které popisuje chyby měření.[zdroj?] Navíc nasměrovalo Gaussův zájem k diferenciální geometrii,[zdroj?] oboru, který se zabývá křivkami a plochami. V tomto oboru přišel v roce 1827 s důležitou větou; theorema egregium (významná věta) zavádějící důležitou vlastnost popisující křivost plochy. Zjednodušeně řečeno věta říká, že zakřivení plochy se nezmění při izometrických operacích. Dalším výsledkem byla lepší hodnota zploštění zemského elipsoidu.[zdroj?] Vyvinul verzi Mercatorovu projekci povrchu Země, kterou pojmenoval konformní projekce.[zdroj?]
V roce 1828 Gauss poprvé definoval fyzikální aproximaci tvaru Země jako povrch všude kolmý ke směru gravitace;  později jej jeho doktorand Johann Benedict Listing nazval geoid.[zdroj?]

### Pozdější léta

#### Elektromagnetismus, telegraf
Gauss se zajímal o magnetismus od roku 1803. V roce 1831 navázal spolupráci s profesorem fyziky Wilhelmem Weberem, která vedla k novému pochopení magnetismu a nezávislému objevení Kirchhoffových zákonů. Gauss nechal v zahradě hvězdárny vybudovat magnetickou observatoř.[chybí lepší zdroj] Poté (inspirováni Alexandrem von Humboldtem) s Weberem založili Magnetischer Verein („magnetický spolek“), který organizoval standardizované měření zemského magnetismu v různých částech světa v letech 1836 až 1841. Vytvořil metodu měření absolutní intenzity magnetického pole. Tím vylepšili magnetometr a dosáhli asi desetkrát vyšší přesnosti než u předchozích typu. S touto prací Gauss jako první odvodil nemechanickou veličinu ze základních mechanických veličin (hmotnost, délka, čas). Na tohoto bylo možné dojít s matematickou teorií, která oddělila vnitřní (jádro a kůra) a vnější (magnetosféra) zdroje magnetického pole Země.[zdroj?] Gauss se zajímal o časové a prostorové variace magnetické deklinace, sklonu a intenzity, rozlišoval "horizontální" a "vertikální" složky magnetické intenzity. V roce 1839 sepsal Allgemeine Theorie des Erdmagnetismus (Obecná teorie geomagnetismu), kde se pokusil popsat princip magnetismu. Podle Felixe Kleina je tato práce spíše prezentací pozorování než ucelenou fyzikální teorií. V této práci předpověděl existenci dvou zemských magnetických pólů a jejich umístění.
Gauss s Weberem zkonstruovali v roce 1833 první elektromagnetický telegraf pracující na delší vzdálenost, který spojoval hvězdárnu a institut fyziky v Göttingenu (1,1 km). Gauss s Weberem používali pro znaky binární kód. Gauss viděl možnosti uplatnění telegrafu například ve velkém ruském impériu a pro železnici.[zdroj?]
Gaussův zájem o elektromagnetismus se odrazil v jeho pokusech formulovat kvantitativní zákony řídící elektromagnetickou indukci. Zavedl vektorový potenciál a zformuloval zákon indukce ekvivalentní Faradayovu zákonu.[zdroj?] Společně s Weberem vyvinul soustavu jednotek, předchůdkyni CGS. Gauss ovlivnil počátky geofyziky v Rusku, když Adolph Theodor Kupffer, jeden z jeho bývalých studentů, založil magnetickou observatoř v Petrohradě, po vzoru observatoře v Göttingenu, a podobně Ivan Simonov v Kazani. Oba udržovali s Gaussem i korespodenční styk.

#### Teorie chyb a metoda nejmenších čtverců
Ve dvoudílném článku Theoria combinationis observationum erroribus minimis obnoxiae (1823) Gauss dokázal, že metoda nejmenších čtverců má nejnižší výběrový rozptyl v rámci třídy lineárních nestranných odhadů za předpokladu normálního rozložení chyb (Gaussova–Markovova věta).[zdroj?]
V prvním z těchto článků dokázal Gaussovu nerovnost (nerovnost Čebyševova typu) pro unimodální rozdělení[zdroj?] a bez důkazu uvedl další nerovnost pro momenty čtvrtého řádu (speciální případ Gaussovy-Wincklerovy nerovnosti).[zdroj?]  Odvodil dolní a horní odhad výběrového rozptylu.[zdroj?] Ve druhém článku Gauss popsal rekurzivní metody nejmenších čtverců.[zdroj?] Jeho práce v teorii chyb byla v několika směrech rozšířena geodetem Friedrichem Robertem Helmertem na Gaussův-Helmertův model.[zdroj?]
Podle zákona velkých čísel lze nejpravděpodobnější výsledek nového měření určit z dostatečně velkého počtu předchozích měření.[zdroj?] Na tomto základě později zkoumal postup výpočtu ploch pod křivkami (numerická integrace), což ho přivedlo ke Gaussově zvonové křivce.[zdroj?] Odpovídající funkce je známá jako hustota normálního rozdělení[zdroj?] a používá se v mnoha pravděpodobnostních problémech, kde se jedná o distribuční funkci (asymptotickou, tj. platnou pro dostatečně velké množství dat) součtu dat náhodně rozptýlených kolem průměru.[zdroj?] Toho Gauss sám využil mimo jiné při úspěšné správě fondu vdov a sirotků univerzity v Göttingenu.[zdroj?] Provedl důkladnou analýzu v průběhu několika let, ve které dospěl k závěru, že důchody by mohly být mírně zvýšeny.[zdroj?] Tím Gauss také položil základy pojistné matematiky.[zdroj?]

#### Neeuklidovská geometrie a János Bolyai
Gauss také tvrdil, že objevil možnost neeuklidovské geometrie, ale nikdy ji nepublikoval. Tento objev byl velkým posunem v paradigmatu matematiky, protože osvobodil matematiky od mylného přesvědčení, že Euklidovy postuláty jsou jedinou cestou ke konzistentní a neprotichůdné geometrii. Práce na těchto geometriích vedla mimo jiné i k Einsteinově obecné teorii relativity, která popisuje vesmír jako neeuklidovský. Gaussův přítel, Farkas Wolfgang Bolyai, se kterým si přísahali „přátelství a věrnost“, se jako student mnoho let marně pokoušel vyvrátit 5. Euklidův postulát. Až Bolyaiův syn, János Bolyai, objevil neeuklidovskou geometrii roku 1829 a tuto práci publikoval roku 1832. Poté, co ji Gauss viděl, napsal Farkasi Bolyaiovi: „Chválit ji, znamenalo by chválit sebe. Celý obsah práce … odpovídá téměř přesně tomu, co mám ve své mysli už 30 nebo 35 let.“
Toto nepodložené tvrzení pošramotilo vztah s Jánosem Bolyaiem, který si myslel, že mu chce Gauss ukrást jeho myšlenku. Gaussovy dopisy z let před rokem 1829 odhalují, že Gauss přemítal o problému rovnoběžek (5. Euklidův postulát). Waldo Dunnington, v knize „Gauss, Titan of Science (Gauss, titán vědy)“, úspěšně dokládá, že Gauss věděl o existenci neeuklidovské geometrie dávno před tím, než ji publikoval János, ale odmítal svou domněnku publikovat, protože se bál polemiky.

### Stáří a smrt

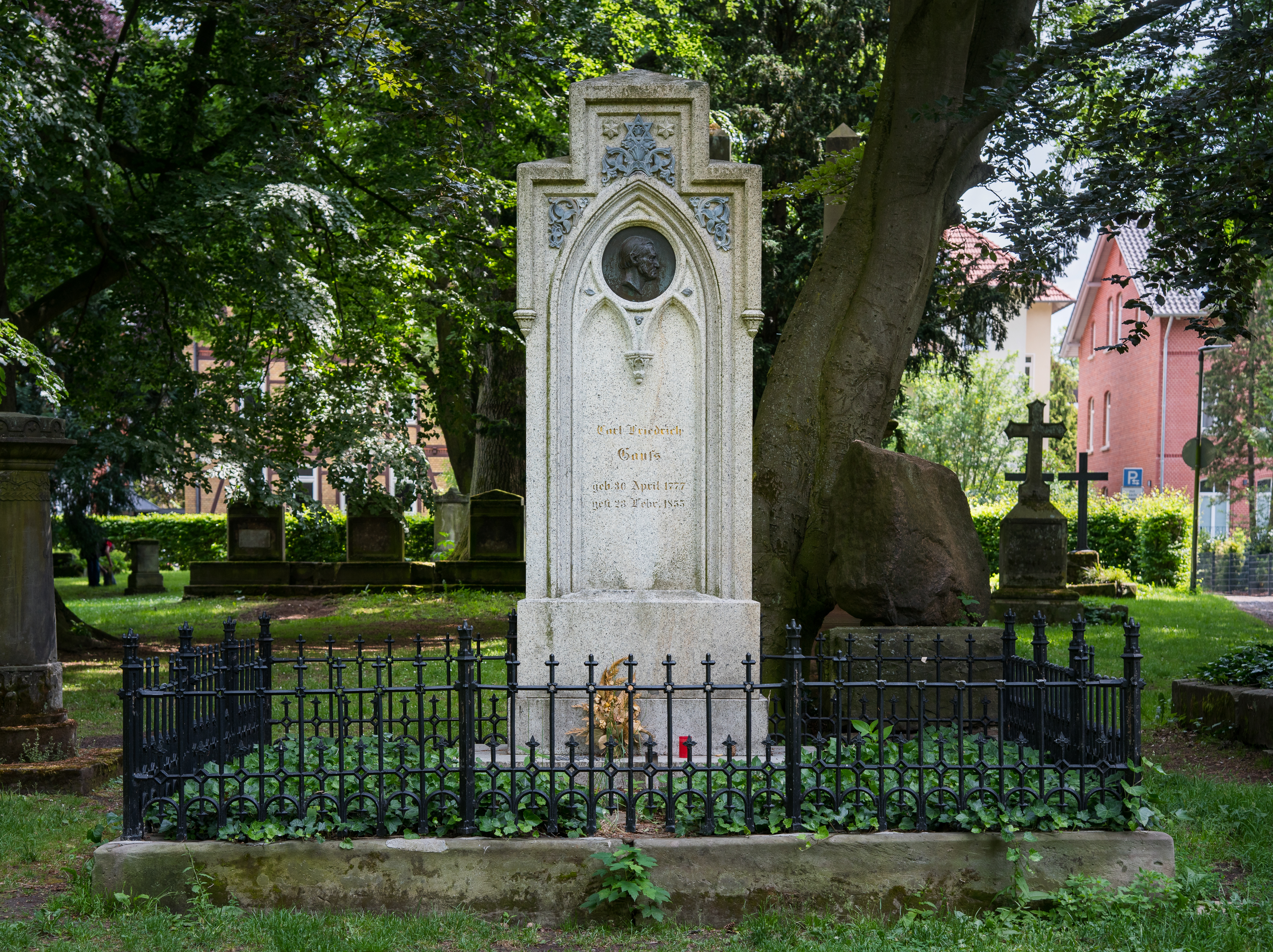
Hrob Carla Friedricha Gausse na hřbitově Albanifriedhof v Göttingen

Gauss zůstal duševně aktivní až do vysokého věku. Trpěl srdeční chorobou. Dne 23. února 1855 zemřel v Göttingenu na infarkt. Byl pohřben na tamním hřbitově Albanifriedhof. Žulová hrobka v novogotickém slohu byla postavena až v lednu 1859 a byla vytvořena podle návrhu hannoverského architekta Heinricha Köhlera z roku 1856 hannoverským sochařem Carlem Dopmeyerem;[zdroj?] bronzový medailon vytvořil sochař Heinrich Hesemann.[zdroj?] Hrob byl brzy a stále je považován za göttingenskou atrakci, a to i poté, co byl v roce 1899 na městských hradbách slavnostně odhalen pomník Gausse a Webera od sochaře Ferdinanda Hartzera.[zdroj?]
Jeho mozek uchoval a studoval Rudolf Wagner. Ten zjistil, že jeho mozek vážil 1 492 gramů a plocha činila 219 588 milimetrů čtverečních. Zpozoroval i velmi vyvinuté mozkové závity, o kterých se ve 20. století soudilo, že byly příčinou jeho geniality. V roce 2013 neurobiolog z Institutu Maxe Plancka pro biofyzikální chemii v Göttingenu zjistil, že Gaussův mozek byl brzy po prvních výzkumech zaměněn kvůli chybnému označení s mozkem lékaře Conrada Heinricha Fuchse, který zemřel v Göttingenu několik měsíců po Gaussovi. Takže všechny výzkumy Gaussova mozku až do roku 1998, s výjimkou prvních výzkumů Rudolfa a Hermanna Wagnerových, se ve skutečnosti vztahují k Fuchsovu mozku.

Gauss byl úspěšným investorem a nashromáždil značné bohatství v obchodě s cennými papíry.[zdroj?] V době úmrtí měl jeho majetek cenu přes 150 tisíc tolarů.[zdroj?] Po jeho smrti bylo v jeho pokojích nalezeno asi 18 tisíc tolarů.[zdroj?]

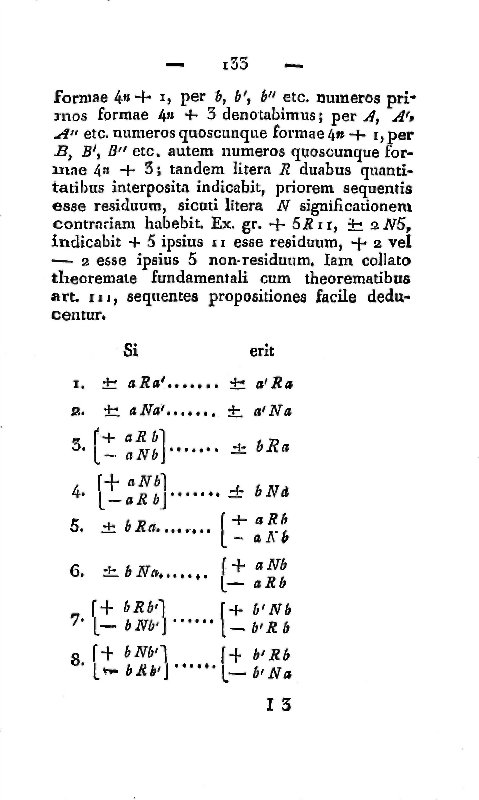
Disquisitiones Arithmeticae str. 133 se zákonem kvardatické recipority

## Rodina
Gaussova matka žila s Gaussem v jeho domě od roku 1817 do roku 1839.
Gaussův osobní život byl poznamenán brzkou smrtí jeho první ženy Johanny Osthoffové (1780–1809) roku 1809 a krátce poté smrtí jeho syna Louise. Gauss poté propadl depresím, ze kterých se nikdy úplně nevyléčil. Znovu se oženil s přítelkyní své první ženy, s Friederic Wilhelmine Waldeckovou (Minna), ale toto druhé manželství nemělo být šťastné, neboť bylo poznamenáno Minninou neustálou nemocí. Když Minna roku 1831 po dlouhé nemoci zemřela, jedna z dcer, Theresa, se začala starat o domácnost a Gausse samotného až do jeho smrti, poté se provdala.
Gauss měl šest dětí. Se svou první ženou Johannou měl Josepha (1806–1873), Wilhelminu (1808–1846) a Louise (1809–1810). S druhou ženou Minnou Waldeckovou měl taky tři děti: Eugena (1811–1896), Wilhelma (1813–1879) a Theresu (1816–1864). Ze všech jeho dětí měla Wilhelmina nejblíž k otcovu talentu, ale zemřela mladá.
Gauss míval problémy se svými syny, dva z nich nakonec emigrovali do Spojených států. Nechtěl totiž, aby vstoupili na půdu matematiky nebo vědy ze „strachu o pošpinění jména rodiny“. Hádky s Eugenem byly ale horší. Gauss chtěl, aby se stal Eugene právníkem, ale Eugene chtěl studovat jazyky. Taky se pohádali kvůli večírku, který Eugene pořádal, ale Gauss ho odmítl zaplatit. A tak rozhněvaný syn okolo roku 1832 emigroval do Spojených států, kde byl celkem úspěšný. Nakonec se usadil v St. Charles v Missouri, kde se stal váženým občanem. Trvalo mnoho let, než si Eugene vydobyl zpět reputaci u otcových přátel a kolegů.
Syn Wilhelm se také usadil v Missouri, kde začínal jako farmář a později zbohatl na obchodu s botami v St. Louis.

## Uznání
Na Gaussovu památku byla pojmenována CGS jednotka magnetické indukce Gauss.
Od roku 1989 do roku 2001 byl jeho portrét, normální distribuční křivka stejně jako různé významné götingenské budovy vyobrazeny na desetimarkové bankovce. Druhá strana bankovky zobrazovala heliotrop a triangulační měření Hannoveru. Německo také vydalo tři známky oslavující Gausse. Běžná známka (č. 725) byla vydána v roce 1955 ke stému výročí jeho smrti; dvě další známky (č. 1246 a č. 1811) byly vydány roku 1977 k oslavě dvoustého výročí jeho narození.
V roce 2007 byla Gaussova busta slavnostně odhalena ve Walhalle.
Místa, stroje a události pojmenované na počest Gausse:
- kráter Gauss na Měsíci[13][78][79]
- Asteroid 1001 Gaussia
- Loď Gauss použita pří expedici do Antarktidy
- Gaussberg, vyhaslý vulkán objeven při již zmíněné expedici
- Gauss Tower vyhlídková věž v německém lese Dransfeld v Dolním Sasku
- Gauss Haus, centrum nukleární magnetické rezonance na Univerzitě v Utahu
- Jedna z fakult brunšvické univerzity